# Discografie van NOFX

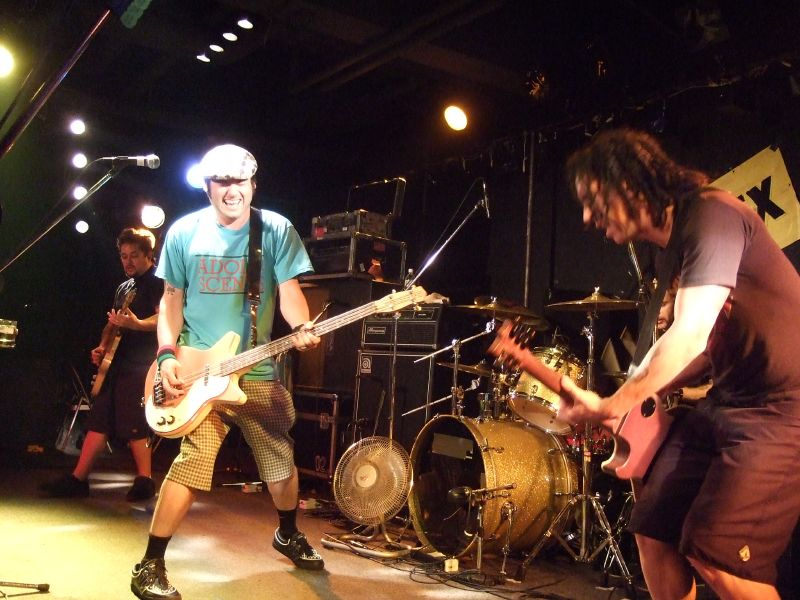
NOFX in 2007.

Hieronder volgt de volledige discografie (en filmografie) van de Amerikaanse punkband NOFX. De band heeft in totaal veertien studioalbums, drie livealbums, vijf verzamelalbums, twee boxsets, 59 singles en ep's, vier splitalbums, drie dvd's en veertien videoclips uitgebracht, waarvan de meeste via het platenlabel Fat Wreck Chords, het label van frontman Fat Mike.

## Muziekalbums

### Studioalbums
| Jaar | Album                                | Label            |
| ---- | ------------------------------------ | ---------------- |
| 1988 | Liberal Animation                    | Wassail Records  |
| 1989 | S&M Airlines                         | Epitaph Records  |
| 1991 | Ribbed                               | Epitaph Records  |
| 1992 | White Trash, Two Heebs and a Bean    | Epitaph Records  |
| 1994 | Punk in Drublic                      | Epitaph Records  |
| 1996 | Heavy Petting Zoo                    | Epitaph Records  |
| 1997 | So Long and Thanks for All the Shoes | Epitaph Records  |
| 2000 | Pump Up the Valuum                   | Epitaph Records  |
| 2003 | The War on Errorism                  | Fat Wreck Chords |
| 2006 | Wolves in Wolves' Clothing           | Fat Wreck Chords |
| 2009 | Coaster                              | Fat Wreck Chords |
| 2012 | Self Entitled                        | Fat Wreck Chords |
| 2016 | First Ditch Effort                   | Fat Wreck Chords |
| 2021 | Single Album                         | Fat Wreck Chords |
| 2022 | Double Album                         | Fat Wreck Chords |

### Livealbums
| Jaar | Album                               | Label            |
| ---- | ----------------------------------- | ---------------- |
| 1995 | I Heard They Suck Live!!            | Fat Wreck Chords |
| 2007 | They've Actually Gotten Worse Live! | Fat Wreck Chords |
| 2018 | Ribbed: Live in a Dive              | Fat Wreck Chords |

### Compilatiealbums
| Jaar | Album                                                              | Label            |
| ---- | ------------------------------------------------------------------ | ---------------- |
| 1992 | Maximum RocknRoll                                                  | Mystic Records   |
| 2002 | 45 or 46 Songs That Weren't Good Enough to Go on Our Other Records | Fat Wreck Chords |
| 2004 | The Greatest Songs Ever Written (By Us)                            | Epitaph Records  |
| 2010 | The Longest EP                                                     | Fat Wreck Chords |
| 2014 | Backstage Passport Soundtrack                                      | Fat Wreck Chords |

#### Boxsets
| Jaar | Titel                                  | Inhoud                  | Label            |
| ---- | -------------------------------------- | ----------------------- | ---------------- |
| 2012 | 126 Inches of NOFX: Singles Collection | 7 inch (18x)            | Fat Wreck Chords |
| 2013 | 30th Anniversary Box Set               | 12 inch (2x) + lp (13x) | Fat Wreck Chords |

### Ep's en singles
| Jaar | Album                                       | Label                 |
| ---- | ------------------------------------------- | --------------------- |
| 1985 | NOFX                                        | Mystic Records        |
| 1986 | So What If We're on Mystic!                 | Mystic Records        |
| 1987 | The P.M.R.C. Can Suck on This               | Wassail Records       |
| 1992 | The Longest Line                            | Fat Wreck Chords      |
| 1992 | Liza and Louise                             | Fat Wreck Chords      |
| 1994 | Don't Call Me White                         | Epitaph Records       |
| 1995 | Leave it Alone                              | Epitaph Records       |
| 1995 | HOFX                                        | Fat Wreck Chords      |
| 1996 | Fuck the Kids                               | Fat Wreck Chords      |
| 1996 | All of Me                                   | Fat Wreck Chords      |
| 1999 | Timmy the Turtle                            | Fat Wreck Chords      |
| 1999 | Louise and Liza                             | Fat Wreck Chords      |
| 1999 | The Decline                                 | Fat Wreck Chords      |
| 2000 | Pods and Gods                               | Fat Wreck Chords      |
| 2000 | Bottles to the Ground                       | Epitaph Records       |
| 2001 | Surfer                                      | Fat Wreck Chords      |
| 2001 | Fat Club #7                                 | Fat Wreck Chords      |
| 2003 | Regaining Unconsciousness                   | Fat Wreck Chords      |
| 2003 | 13 Stitches                                 | Fat Wreck Chords      |
| 2006 | Never Trust a Hippy                         | Fat Wreck Chords      |
| 2009 | The Myspace Transmissions, Vol. 11          | Myspace Transmissions |
| 2009 | Cokie the Clown                             | Fat Wreck Chords      |
| 2011 | NOFX                                        | Fat Wreck Chords      |
| 2012 | My Stepdad's a Cop and My Stepmom's a Domme | Fat Wreck Chords      |
| 2012 | Ronnie & Mags                               | Fat Wreck Chords      |
| 2012 | Xmas Has Been X'ed/New Year's Revolution    | Fat Wreck Chords      |
| 2013 | Stoke Extinguisher                          | Fat Wreck Chords      |
| 2016 | Hepatitis Bathtub                           | Fat Wreck Chords      |
| 2016 | Last Caress / Hybrid Moments                | Fat Wreck Chords      |
| 2019 | Fish in a Gun Barrel                        | Fat Wreck Chords      |
| 2020 | The Decline Live at Red Rocks               | Fat Wreck Chords      |
| 2020 | White Bread / Punk Rock Elite               | Fat Wreck Chords      |
| 2020 | Idiot Son of Asshole / Kick Her in the Cunt | Fat Wreck Chords      |
| 2021 | CA Drought / Bottom Ain't So Bad            | Fat Wreck Chords      |
| 2021 | The Queen Is Dead (Rough Mix)               | New Noise Magazine    |
| 2024 | Half Album                                  | Fat Wreck Chords      |

| Jaar | Titel                                      |
| ---- | ------------------------------------------ |
| 2005 | "Insulted By Germans (Again)"              |
| 2005 | "Arming the Proletariat With Potato Guns"  |
| 2005 | "There's No Fun in Fundamentalism"         |
| 2005 | "Jamaica's Alright if You Like Homophobes" |
| 2005 | "Getting High on the Down Low"             |
| 2005 | Leaving Jesusland"                         |
| 2005 | "Teenage Punching Bag"                     |
| 2005 | "Your Hubcaps Cost More Than My Car"       |
| 2005 | "All My Friends in New York"               |
| 2005 | "You Will Lose Faith"                      |
| 2005 | Cool and Unusual Punishment"               |
| 2006 | "Golden Boys"                              |
| 2019 | "Scarlett O’Heroin"                        |
| 2019 | "Don’t Count On Me"                        |
| 2019 | "My Eneme"                                 |
| 2019 | "I Don’t Understand This World"            |
| 2019 | "My Bro Cancer-vive Cancer"                |
| 2019 | "My Trois"                                 |
| 2020 | "I Love You More Than I Hate Me"           |
| 2020 | "My Wife Has a New GF"                     |
| 2020 | "Birmingham"                               |
| 2020 | "Fuck Day Six"                             |
| 2020 | "Everybody Needs a Vice"                   |
| 2020 | "PRBOD"                                    |

### Splitalbums
| Jaar | Album                    | Label            |
| ---- | ------------------------ | ---------------- |
| 1988 | Drowning Roses/NOFX      | X-Mist Records   |
| 2002 | BYO Split Series, Vol. 3 | BYO Records      |
| 2010 | NOFX/The Spits           | Fat Wreck Chords |
| 2020 | West Coast vs. Wessex    | Fat Wreck Chords |

## Video's

### Dvd's
| Jaar | Dvd                      | Label            |
| ---- | ------------------------ | ---------------- |
| 1994 | Ten Years of Fuckin' Up  | Fat Wreck Chords |
| 2009 | NOFX: Backstage Passport | Fat Wreck Chords |
| 2012 | The Decline Live DVD     | Fat Wreck Chords |

### Videoclips
| Jaar | Nummer                                             | Regisseur      | Album                             | Video is te zien op               |
| ---- | -------------------------------------------------- | -------------- | --------------------------------- | --------------------------------- |
| 1988 | "Shut Up Already"                                  |                | Liberal Animation                 | Ten Years of Fuckin' Up           |
| 1988 | "Mr Jones"                                         |                | Liberal Animation                 | Ten Years of Fuckin' Up           |
| 1989 | "S&M Airlines"                                     | Gore Verbinski | S&M Airlines                      | Ten Years of Fuckin' Up           |
| 1993 | "Bob"                                              | Samuel Bayer   | White Trash, Two Heebs and a Bean | Ten Years of Fuckin' Up           |
| 1993 | "Stickin' in My Eye"                               | Issac Camner   | White Trash, Two Heebs and a Bean | Punk-O-Rama: The Videos, Volume 1 |
| 1995 | "Leave it Alone"                                   | Geoff Moore    | Punk in Drublic                   | Punk-O-Rama: The Videos, Volume 1 |
| 1996 | "I Wanna be an Alcoholic"                          |                | The Longest EP (later uitgegeven) | Peepshow DVD                      |
| 2003 | "Franco Un-American"                               | John Taylor    | The War on Errorism               | Peepshow III                      |
| 2006 | "Seeing Double at the Triple Rock"                 | Justin Staggs  | Wolves in Wolves' Clothing        |                                   |
| 2009 | "Cokie the Clown"                                  |                | Cokie the Clown                   |                                   |
| 2010 | "Everything in Moderation (Especially Moderation)" | The Longest EP |                                   |                                   |
| 2012 | "Xmas Has Been X'ed"                               | Ryan Harlin    | Self Entitled                     |                                   |
| 2016 | "Oxy Moronic"                                      | Brad Schulz    | First Ditch Effort                | Funny Or Die                      |
| 2020 | "I Love You More Than I Hate Me"                   | Chris Graue    | "I Love You More Than I Hate Me"  |                                   |